# جزیره بولونز
جزیره بولونز (به لاتین: Bollons Island) یک جزیره در نیوزیلند است. جزیره بولونز ۲۰۲ متر بالاتر از سطح دریا واقع شده‌است.